# Stonehouse : député, amant et espion
Pour les articles homonymes, voir Stonehouse.
Stonehouse : député, amant et espion est une mini-série britannique relatant la vie de l'homme politique John Stonehouse, réalisée par Jon S. Baird à partir d'un scénario de John Preston, diffusée originellement sur ITV le 2 janvier 2023 puis en France sur ARTE le 22 février 2024.

## Synopsis
La mini-série est un récit romancé de la façon dont, en novembre 1974, un éminent homme politique travailliste britannique, John Stonehouse, ancien ministre des Postes au sein du gouvernement Harold Wilson et député de Walsall North, a disparu de la plage d'un hôtel de luxe à Miami, en Floride. Ne laissant derrière lui qu'une pile de vêtements soigneusement pliés, le député est parti nager en mer.
Stonehouse a, en réalité, simulé sa propre mort dans une vaine tentative de disparition volontaire afin d'éviter de déshonorer sa réputation après s'être livré à des activités d'espionnage, de contrefaçon, de vol et de fraude. Il s'est exilé en Australie mais, reconnu, il est extradé d'Australie vers le Royaume-Uni,.

## Fiche technique
- Titre original : Stonehouse
- Titre français : Stonehouse : député, amant et espion
- Réalisation : Jon S. Baird
- Scénario : John Preston
- Musique : Rolfe Kent
- Pays de production :  Royaume-Uni
- Langue originale : Anglais
- Dates de première diffusion
  - Royaume-Uni : 2 janvier 2023
  - France : 22 février 2024

## Distribution
- Matthew Macfadyen (VF : Constantin Pappas) : John Stonehouse
- Keeley Hawes (VF : Rafaèle Moutier) : Barbara Stonehouse
- Emer Heatley (VF : Marie Diot) : Sheila Buckley
- Kevin McNally (VF : Patrick Bonnel) : Harold Wilson
- Dorothy Atkinson (en) (VF : Natacha Muller) : Betty Boothroyd
- Orla Hill : Jane Stonehouse
- Aoife Checkland (VF : Camille Tavitian) : Julia Stonehouse
- Archie Barnes : Matthew Stonehouse
- Will Adamsdale (en) : Harry Evans
- Igor Grabuzov : Alexandre Marek
- Devon Black : Margaret Thatcher
- Ieva Andrejevaitė (en) : Bala
- Timothy Walker (en) : Charles Elwell

 Source et légende : version française (VF) sur RS Doublage

## Production
Le tournage a eu lieu autour de Birmingham, Stratford-upon-Avon et Leamington Spa. 
La fille de Stonehouse, Julia, a protesté contre les activités d'espionnage présumées de son père pour le bloc de l'Est. 

## Diffusions
Stonehouse a été diffusé au Royaume-Uni sur ITV et ITVX en trois épisodes d'une heure les 2, 3 et 4 janvier 2023 à partir de 21 heures. En France, il a été diffusé sur ARTE le 22 février 2024.

## Réception
Rebecca Nicholson de The Guardian a attribué au drame quatre étoiles sur cinq et l'a qualifié de « extrêmement divertissant ». Carol Midgley du Times l'a décrit comme « une joie, principalement grâce à la performance spirituelle et légère de Macfadyen », tandis que Hugo Rifkind, dans le même  journal, l'a déclaré « très drôle » mais a été déçu par le manque de nuances dans sa représentation du personnage principal. 
En France, Marjolaine Jarry dans Télérama apprécie cette série où elle « ne boude toutefois pas son plaisir devant la performance de Matthew Macfadyen, qui ressuscite cet agent double plus OSS 117 que James Bond ». Laurie Musset dans Ouest-France estime que « John Preston prend un malin plaisir à se moquer de la vénalité du monde politique » et Arnaud Sagnard  remarque, dans L'Obs que « l’acteur principal, Matthew Macfadyen, [...] avec une maestria exemplaire, [...] incarne le député anglais John Stonehouse ».

## Crédit d'auteurs
- (en) Cet article est partiellement ou en totalité issu de l’article de Wikipédia en anglais intitulé « Stonehouse (TV series) » (voir la liste des auteurs).